# Força de Defesa Nacional Sul-Africana

Bandeira da Força de Defesa Nacional Sul-Africana

A Força de Defesa Nacional Sul-Africana (em inglês: South African National Defence Force, SANDF) compreende as forças armadas da África do Sul. O comandante da SANDF é nomeado pelo Presidente da África do Sul a partir de uma das forças armadas, que por sua vez é o responsável perante o Ministro da Defesa e dos Veteranos Militares e o Departamento de Defesa.
As forças armadas tal como existem hoje foram criadas, em 1994, depois da primeira eleição nacional pós-apartheid na África do Sul e da adoção de uma nova Constituição, e ocupou o lugar da antiga Força de Defesa da África do Sul.
Seus braços:
- Exército da África do Sul
- Força Aérea da África do Sul
- Marinha da África do Sul
- Serviço de Saúde Militar da África do Sul

Em 2014 tinha 78 707 militares no serviço ativo, com outros 15 107 na reserva.

## Fotos

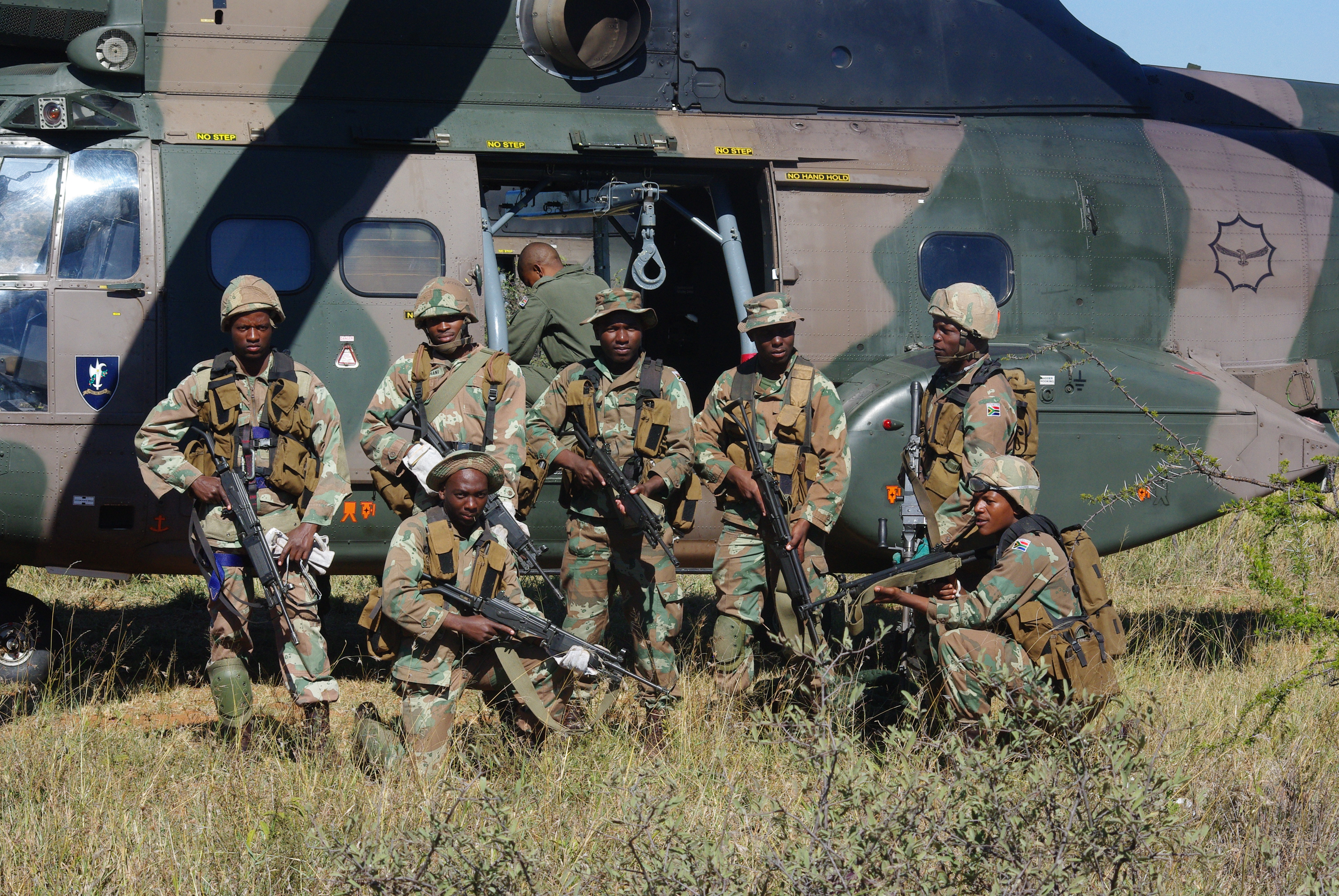
Soldados de infantaria sul-africanos
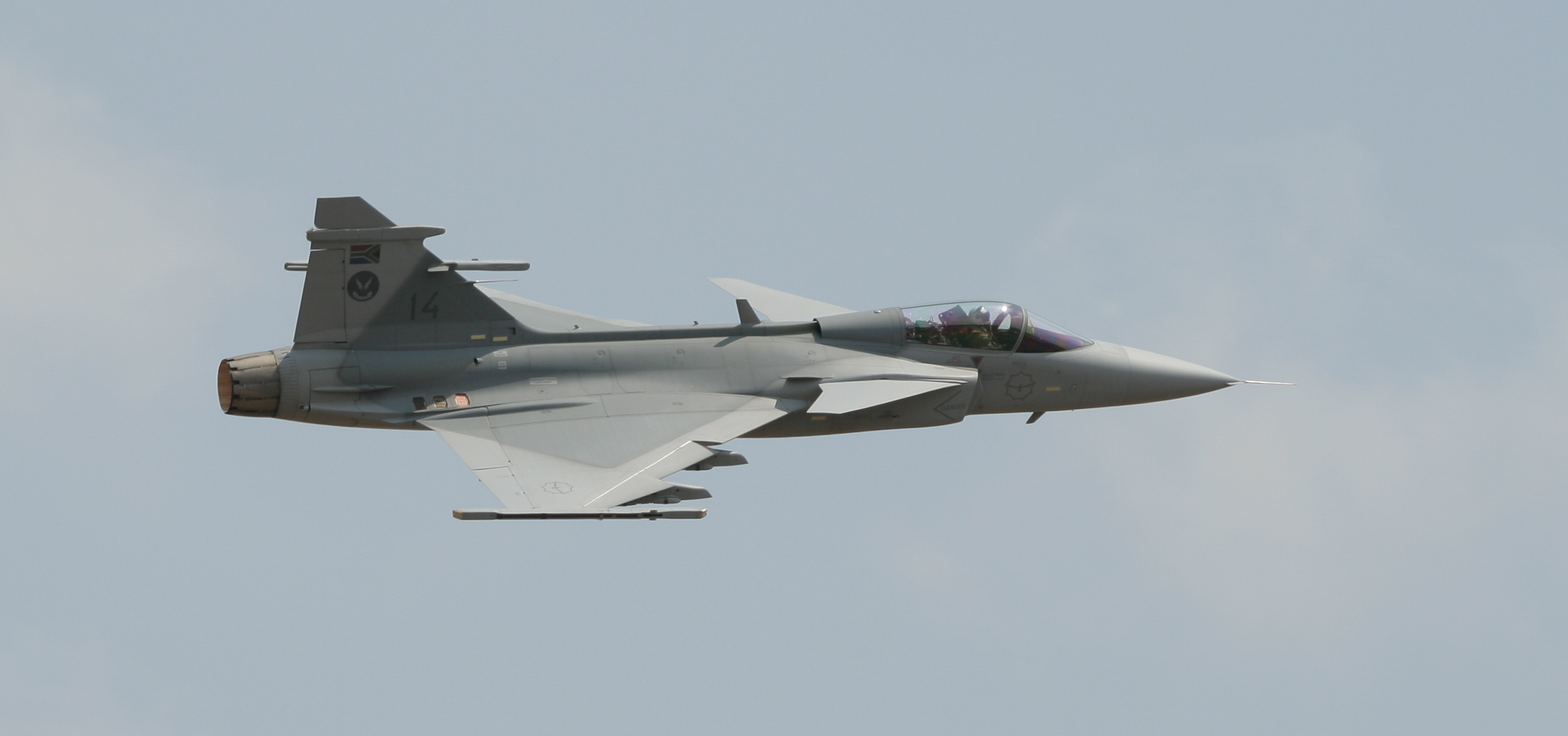
Um caça Saab JAS 39 Gripen da força aérea da África do Sul
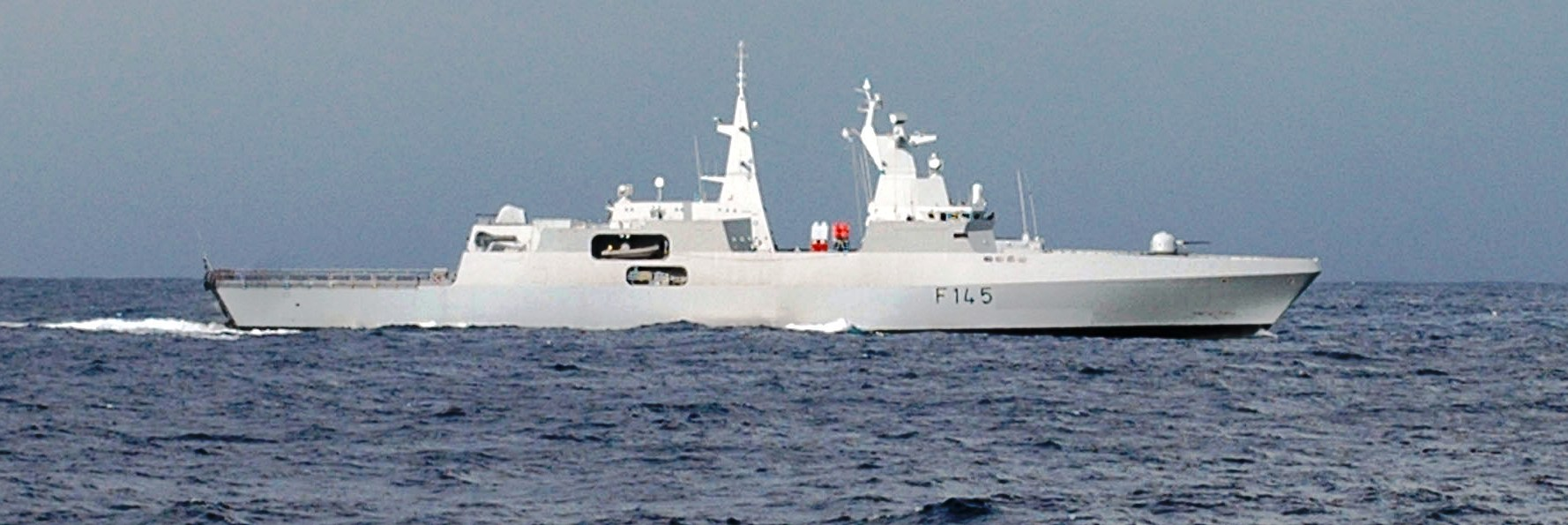
Uma fragata da classe Valour da marinha sul-africana
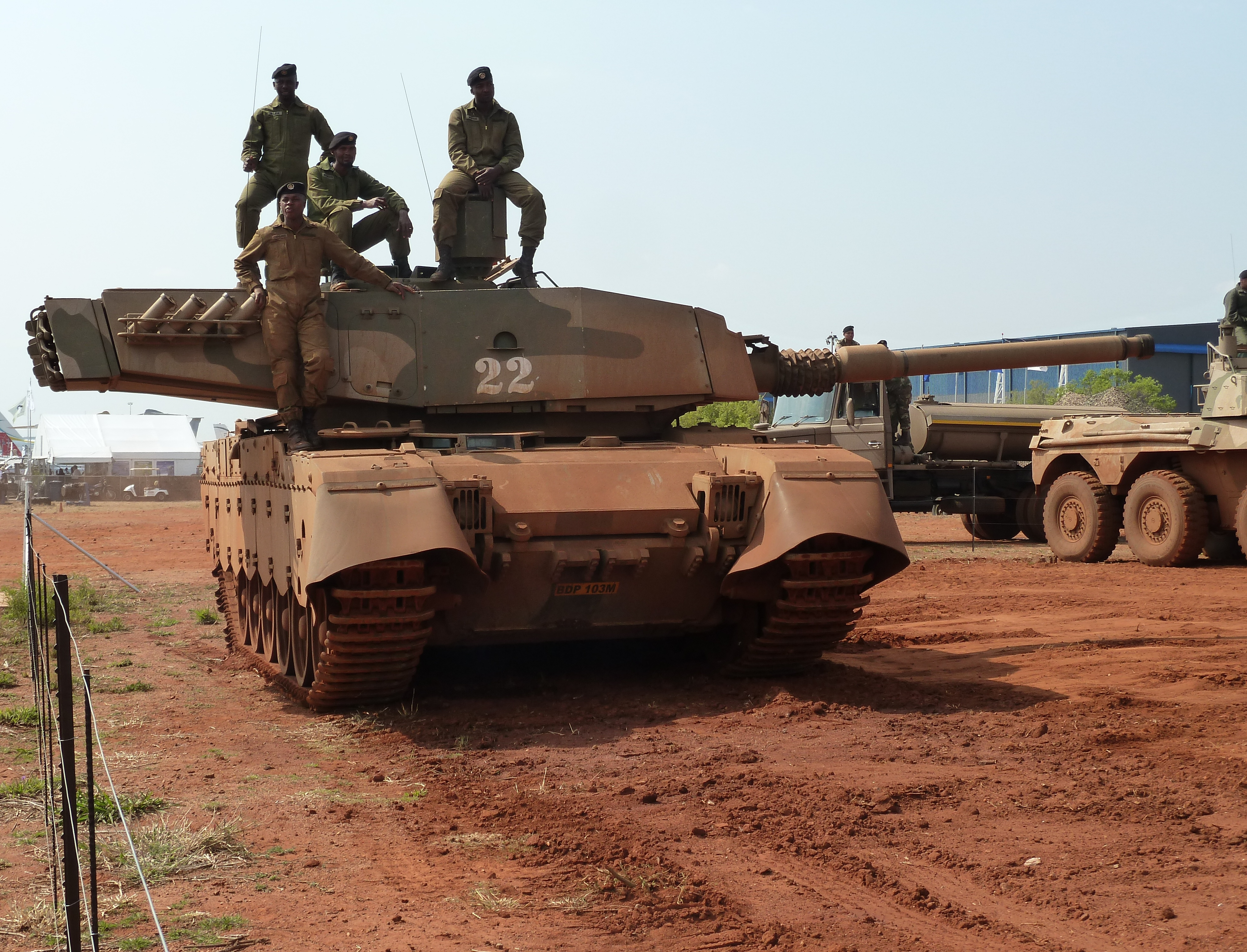
Um tanque Olifant MK1B/2 da África do Sul